# 埃利奧特 (密蘇里州)
埃利奧特（英語：Elliott）是位於美國密蘇里州勞倫斯縣的非建制地區。

## 地理
埃利奧特所處的海拔為高於海平面371米（即1217英呎），而該地所採用的時區為UTC-6，即北美中部時區（CST）。同時該地設有夏令時間，為UTC-6調快一小時，即UTC-5（CDT）。